# Gisken Armand
Gisken Armand Lillo-Stenberg (26 de noviembre de 1962) es una actriz noruega. 

## Primeros años
Es la hija del actor Eilif Armand, y la hermana de Merete Armand y Frøydis Armand, ambas actrices. Debutó en el escenario a la edad de catorce años, en el Den Nationale Scene y ha trabajado para el Nationaltheatret desde 1988.

## Carrera
Ha actuado en obras de teatro como la obra de Henrik Ibsen, Casa de muñecas y en la obra de Anton Chekhov, Las tres hermanas. También ha actuado en varias películas, como Insomnia (1997) y Evas Øye (1999), como también en televisión como en Fox Grønland (2001) y Kodenavn Hunter (2007).

## Vida personal
Armand está casada con Ole Lillo-Stenberg, hermano del músico Lars Lillo-Stenberg, y la pareja tiene dos hijos.

## Filmografía seleccionada
- Kristin Lavransdatter (1995)
- Insomnia (1997)
- Evas øye (1999)
- Ti kniver i hjertet (1994)
- Den som frykter ulven (2004)
- Ved kongens bord" (TV, 2005)
- Kodenavn Hunter" (TV, 2007)
- Størst av alt" (TV, 2007)
- La leyenda del gigante de la montaña (Cine, 2017)